# Csákányi Imre
Csákányi Imre (Tsákáni Imre) (Szombathely, 1651. október 4. – Bécs, 1703. május 17.) magyar jezsuita rendi tanár, költő.

## Élete
1668-ban lépett a rendbe, hol 1671-ben bölcselethallgató volt; később tanítással és hitszónoklatok tartásával foglalkozott, nevezetesen Nagyszombatban három évig a bölcseletet, egy évig a teológiát és 1676-ban Kassán a költészetet tanította. Bécsben a török ostrom alatt a Pázmány-intézetben tanított; onnét Trencsénbe ment rectornak, hol a szerzet növendékeinek mestere s egy ideig tartományfőnök is volt; azután ismét Bécsben lett rector.

## Munkái
- Heroa facinorum hebdomas. Tyrnaviae, 1676 (hősköltemény, névtelenül)
- Praxis fructuose meditandi religiosis potissimum tyronibus accomodata ex diversis collecta ascetis. Vindobonae, 1694 (többször kiadatott és németre is lefordították)